# 왈도체
왈도체는 대한민국의 인터넷 상에서 유행하는 문체이다. 1998년 6월 대한민국 시장에서 출시된 《마이트 앤 매직 6》의 잘못된 한글화가 주목을 받으면서 유행하게 되었다.

## 기원
왈도체는 1998년 6월 대한민국 시장에서 출시된 《마이트 앤 매직 6》 한글판이 괴상한 오타와 오역이 많다는 사실이 주목을 받으면서 유행하게 되었다. 당시 해당 게임의 한국어 자막은 번역가가 참가했음에도 기계 번역보다도 좋지 않은 문장으로 번역되었으며, 이를 비웃기 위한 목적으로 유저들 사이에서 게임 내에서 표시되는 어색한 문장들을 따라하는 것이 인터넷 밈이 되었다. 이후 게임 중 특히 강한 인상을 남긴 NPC '왈도'의 이름을 따서 왈도체라고 지었다.

## 번역 발췌
| 영어판 대사                                                 | 잘못 번역된 대사                                            | 올바른 대사                                                          |
| ----------------------------------------------------------- | ----------------------------------------------------------- | -------------------------------------------------------------------- |
| Hello there! Mighty fine morning! if you ask me, I'm Waldo. | 안녕하신가! 힘세고 강한 아침, 만일 내게 물어보면 나는 왈도. | 안녕하신가! 정말 상쾌한 아침이군! 나로 말할 것 같으면 왈도라고 하네. |
| Power Lich                                                  | 힘센 이끼                                                   | 강한 리치                                                            |
| Elven Chain mail                                            | 열 한 개의 사슬 편지                                        | 엘프의 사슬 갑옷                                                     |
| Ogre                                                        | 오그레                                                      | 오우거                                                               |
| Archmage                                                    | 궁수마법사                                                  | 대마법사                                                             |
| Stone to Flesh                                              | 돌에서 빛으로                                               | 석화 해제(돌에서 살갗으로)                                           |
| Dragoon`s keep                                              | 드라군의 음식물                                             | 용기병의 아성                                                        |
| Help!                                                       | 도움!                                                       | 살려줘!                                                              |
| Unsound!                                                    | 불건전하다!                                                 | 병들었어!(병든 것을 나타내는 상태이상을 나타내는 말)                 |

1. ↑  Lich(시체)를 Lichen(이끼)로 오인한 것에 따른 잘못된 번역이다. 본질적으로 Lich는 고어(古語)이므로, 이것이 표기되지 않은 사전에서 가장 가까운 위치에 있는 단어를 고른 것으로 추정된다.
2. ↑  Elven(Elf의)을 Eleven(11)로 오인한 것으로 추정되며, Mail이 여기서는 '갑옷'을 의미하나 가장 많이 쓰는 뜻대로 '편지'라 번역한 것으로 추정된다.
3. ↑  Archmage를 Archer와 Mage의 합성어로 오인한 것으로 추정된다.
4. ↑  Flesh(살갗) 을 Flash(빛)으로 오인한 것으로 추정된다.
5. ↑  게임 내 프리헤이븐 지역에 위치한 던전인 Dragoons' Keep을 말한다. 링크 참조.
6. Elven을 Eleven(11)로 오역하고, mail을 갑옷이 아닌 편지로 오역한 것으로 보인다.

## 인터넷 밈
왈도체는 《마이트 앤 매직 6》가 출시한지 오랜 시간이 지나자 사람들의 기억에서 잊혀졌으나, 2008년 즈음부터 다시 논의되기 시작했고, 이후 왈도체는 웹툰, 소설 등 각종 매체에서 인터넷 밈으로 패러디되었다. 2011년 11월에는 당시 화제에 올랐던 인기 게임 《엘더 스크롤 5: 스카이림》에 왈도체로 작성된 가짜 한글화를 입힌 스크린샷이 퍼지면서 다시 조명받기도 했다.

## 같이 보기
- All your base are belong to us